# Джек Тайер (роман)
«Джек Тайер, или Флоридский риф» (англ. Jack Tier, or the Florida Reef) — приключенческий роман американского писателя Джеймса Фенимора Купера, опубликованный отдельным изданием в 1848 году. До этого, в 1846—1848 годах, публиковался в журналах под названиями «Островки в заливе, или Роуз Бад» (в США) и «Капитан Спайк, или Островки в заливе» (в Великобритании).
Действие романа происходит в Мексиканском заливе во время американо-мексиканской войны (1846—1848). Молодая женщина, выдающая себя за мужчину, служит матросом на американском корабле, который занимается контрабандой. Она безуспешно пытается смягчить сердце капитана. В финале смертельно раненный капитан узнаёт в Джеке Тайере свою жену.
Роман имел успех у публики. Вскоре после его публикации Купер написал жене, что тираж расходится «исключительно хорошо» и что «Джека Тайера» даже называют одной из лучших его книг. Сам писатель был другого мнения: по его словам, вышедший годом ранее «Кратер» «стоит двух „Тайеров“». Современный американский литературовед Хайме Хавьер Родригес отметил, что «Джек Тайер» относится к наименее известным художественным произведениям об американо-мексиканской войне, хотя, безусловно, заслуживает внимания.